# Рушевине цркве Светих Врача у Рачку
Рушевине цркве Светих Врача у Рачку, насељеном месту на територији општине Штимље, на Косову и Метохији, представљају непокретно културно добро као споменик културе.
Насеље Рачак је смештено на крају Црнољевске клисуре, неколико километара западно од Штимља, помиње се 1343. и 1355. године у повељама краља, а касније цара, Душана. По турском дефтеру из 1487. године, у селу је постојао манастир Свети Врачи. Изнад села сачувани су остаци цркве из 14. века, где су нађени и фрагменти фреско сликарства. По веровању мештана црква је била посвећена Светим врачима (лекарима).

## Основ за упис у регистар
Решење Покрајинског завода за заштиту споменика кулчтуре у Приштини, бр. 561 од 29. 7. 1966. г. Закон о заштити споменика културе (Сл. гласник СРС бр. 51/59).